# Влюбих се опасно
„Влюбих се опасно“ е третият студиен албум на Рени. Паралелно със сръбската версия на албума – „Reni 2001“, Рени подготвя и записва песните и на български език. И двете версии на албума излизат в средата на месец март 2001 г. Издател на албума е Пайнер. Албумът съдържа 11 песни.

## Песни
1. Влюбих се опасно
2. И за теб ли е така (дует с Орлин Горанов)
3. Няма как
4. Аз съм в плен на тази мъка
5. Ако искаш
6. Мили, мили, разбери
7. Твоя първи грях
8. Раздяла
9. Ти, само ти
10. Трябва да реша
11. Лудо, младо

## Видеоклипове
| Видеоклип          | Премиера | Албум            | Режисьор                         |
| ------------------ | -------- | ---------------- | -------------------------------- |
| Влюбих се опасно   | 2001     | Влюбих се опасно | Румен Атанасов/Георги Колев/CODE |
| И за теб ли е така | 2001     | Влюбих се опасно | Николай Скерлев                  |
| Раздяла            | 2002     | Влюбих се опасно | CODE                             |
| Трябва да реша     | 2002     | Влюбих се опасно | Николай Нанков/Петьо Картулев    |
| Лудо младо         | 2002     | Влюбих се опасно | Петьо Картулев                   |

## ТВ Версии
| Видеоклип                  | Албум            | Програма                                 |
| -------------------------- | ---------------- | ---------------------------------------- |
| И за теб ли е така         | Влюбих се опасно | Пролетна програма „Срещнах те, обич“     |
| Ти, само ти                | Влюбих се опасно | Новогодишна програма в „Приказките“ 2002 |
| Аз съм в плен на тази мъка | Влюбих се опасно | Новогодишна програма в „Приказките“ 2002 |

## Музикални изяви

### Самостоятелни концерти
- 2001 г. – Концерт – промоция на албума „Влюбих се опасно“; Зала 1 на НДК

### Участия в концерти
- 1 година телевизия „Планета“ – изп. „И за теб ли е така“
- „Пирин фолк“ 2003 – изп. „Не мога без тебе“, „Луда за любов“, „Не се стахувам“ и „Лудо младо“
- „Пирин фолк“ 2010 – изп. „Като птица“, „Влюбих се опасно“, „Горчиво и сладко“, „Магия“, „Към теб летя“ и „Моя Българио“